# Nicola Sirkis

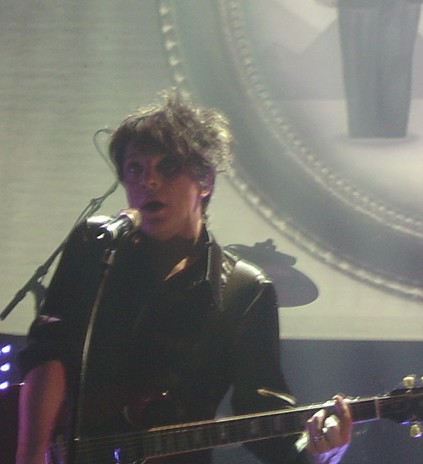
Foto de Nicola Sirkis en una actuació l'any 2006

Nicolas Henri Didier Sirchis, de nom artístic Nicola Sirkis, (22 de juny 1959, Antony) és el cantant del grup musical francès Indochine. És germà bessó de l'antic guitarrista del grup, Stéphane Sirkis, que va morir el 1999. Actualment és l'únic membre que ha estat des dels inicis i encara roman a Indochine. Només ha gravat un àlbum en solitari, Dans la lune (1992). A més de les veus, al grup Indochine sol tocar la guitarra, i de vegades altres instruments com el piano, el sintetitzador o l'harmònica.

## Biografia
Orígens familiars
Nicola Sirkis és el germà bessó de l'antic guitarrista del grup Indochine, Stéphane Sirkis, que va morir el 27 de febrer de 1999 a causa de l'hepatitis C.
La família paterna de Stéphane i Nicola Sirkis és d'origen jueu rus, després d'haver fugit de l'antisemitisme de Chisinau (capital de Bessaràbia i després de Moldàvia) el 1933 per establir-se modestament a Tolosa, després d'haver treballat durant uns anys en un kibutz, Palestina. El seu pare, Jean Sirchis, va perdre un germà petit als 12 anys. Durant la Segona Guerra Mundial, va escapar per poc d'una batuda i després, com a jueu, no se li va permetre entrar a l'Escola de Química de Tolosa abans de l'Alliberament; esdevingué resistent al Tarn i comunista, però Nicola i els seus germans no van saber d'aquest passat fins força més tard.
La seva família materna és d'origen catòlic dels Vosges, una família de militars francesos on els seus pares són coneguts com, políticament a la dreta. La seva mare, Michèle Henry, va conèixer Jean Sirchis a Saclay i la parella es va casar per l'església l'any 1956, on es va donar una benedicció a aquesta unió interreligiosa. Els nens Sirkis seran batejats i també faran la comunió a l'església.

## Joventut turbulenta
Quan Nicola i Stéphane només tenien dos anys i vivien a Igny, la seva família es va traslladar a Brussel·les, on el seu pare va ser nomenat enginyer químic dins d'Euratom. És, doncs, en una família força burgesa on es criaran, educats per la música clàssica que escoltaven els seus pares.
Quan tenia 12 anys, els seus pares es van divorciar i van col·locar els seus tres fills al col·legi Saint-Jean-Baptiste de-la-Salle d'Estaimpuis en un internat proper a la frontera franco-belga. Al cap de dos anys, la seva mare, reassentada a França, va recollir els seus tres fills al seu allotjament a Châtillon. A l'escola secundària, els resultats de Nicola van ser tals que el van col·locar en una “classe especial” en una escola privada de París i, per tant, el van separar del seu germà bessó. Nicola Sirki diu que en créixer, la seva joventut s'havia vist molt pertorbada pel divorci dels seus pares, les drogues i l'alcohol, i que va ser expulsat de les seves escoles diverses vegades (inclòs l'institut Emmanuel-Mounier de Châtenay -Malabry als Hauts-de-Seine) i l'institut Jacques-Monod de Clamart) amb el seu germà Stéphane. Així, va suspendre quatre vegades el batxillerat.
El jove es va sentir atret per la música de l'onada punk i va escoltar bandes britàniques com The Cure, The Stranglers i Les Clash.

## Vida personal
Va mantenir una relació durant set anys amb la dissenyadora gràfica i fotògrafa Marion Bataille. Va dissenyar les portades d'Indochine de 1982 a 1989.
Després es va casar amb l'actriu Marie Guillard el 22 de juliol de 1995.
L'any 1996 va conèixer a Gwenaëlle Bouchet -coneguda com a Gwen B o Gwen Blast, baixista del grup Madinkà- fan d'Indoxina, que va participar com a figurant als clips Satellite i Drugstar del disc Wax. Tenen una filla, Théa, nascuda el 25 d'octubre de 2001, i es va casar l'any 2003 a París. La parella es va separar el 2009.
Des de llavors, Nicola Sirkis ha tingut dos fills amb dues dones diferents, Alice-Tom el 2008 i Jules el 2016.

## Presa de posició
Indochine toca el 15 de juny de 1985 al concert organitzat per SOS Racisme Plaça de la Concorde a París.
La banda va gravar una versió de Road to Nowhere de Talking Heads, una cançó d'un àlbum de llibertat de premsa mundial de 2002, així com una versió de You Spin Me Round (Like a Record) de la banda, "Dead or Alive", el 2008 per al benefici, de Reporters Sense Fronteres, pel boicot a la cerimònia d'obertura dels Jocs Olímpics de Pequín.
Nicola Sirkis és el patrocinador oficial de diverses associacions:
- Craniopharyngiome Solidarité, des de setembre de 2006, que informa i dona suport a les famílies i persones afectades per aquesta malaltia rara;[11]
- Les Parents, creada per Willy Pierre després de la mort del jove Matteo (13 anys), aquesta associació ajuda a les víctimes de l'assetjament escolar i lluita contra ell. El single College Boy (2013), de Nicola Sirkis, denuncia l'homofòbia i la violència a les escoles per part dels alumnes. El clip associat, dirigit per Xavier Dolan, d'una violència assumida, va generar una certa polèmica sobre la necessitat de mostrar o no les imatges considerades impactants, i l'avantatge comercial induït pel buzz mediàtic;[12][13][14][15]
- el Refugi, que lluita contra la discriminació lligada a l'orientació sexual i la identitat trans, especialment dins de les famílies.[16]
- DreamTim Nicola Sirkis és el patrocinador d'aquesta associació creada el 2020 per a Tim. Aquest nen, que pateix una forma rara de càncer cerebral, va ser operat 13 vegades. Aquesta associació pretén conscienciar també per la donació de sang i òrgans.

El lloc oficial del grup ofereix una secció "Sites associatifs" que fa referència a diverses organitzacions que lluiten contra la discriminació sexual, l'homofòbia, el racisme, la llibertat de premsa, el Tibet o la protecció de la natura, així com les associacions benèfiques, especialment en l'àmbit mèdic.
Nicola Sirkis va condemnar les declaracions homòfobes fetes per certs membres del grup de rap Sexion d'Assault en les seves cançons, canviant de discogràfica per aquest motiu.

## Compromís ambIndochine
L'any 1980, Nicola es va incorporar al grup de música fundat pel seu germà Stéphane, "Les Espions", que compta amb una desena de títols al seu repertori. La seva primera gira de cant va tenir lloc a Angers durant un casament.
El desembre de 1980 va conèixer a Dominique Nicolas dins del grup Espions (diferent del d'Stéphane) i després va formar amb ell el grup Indochine el maig de 1981, en referència a l'obra de Marguerite Duras, amb el nom artístic de "Nicola Sirkis". El seu germà Stéphane (sintetitzador) i Dimitri Bodiansky (saxo) s'hi van unir més tard per actuar en concert; la primera es va donar a la Rose Bonbon de París el 29 de setembre de 1981 on Nicola, influenciada per l'estil punk i la seva violència, va anunciar els títols de manera brusca al públic. L'any 1982 van llançar el seu primer senzill Dizzidence Politik i molt ràpidament la cançó L'Aventurier i un primer disc homònim que va tenir un gran èxit. Seguiran els àlbums Le Péril jaune, 3 i 7000 danses, encadenant èxits: Kao Bang, Canary Bay, 3 nits a la setmana, 3r sexe, Your black eyes, Salômbo, Les Tzars...
Però a la dècada dels noranta, Indochine va ser abandonada per la premsa, que considerava que el grup era passat de moda (un article virulent parlava de "una antiguitat sinistra escapada dels anys vuitanta"). Aquesta dècada marcarà una llarga travessia del desert per a Nicola Sirkis i la Indoxine. Però el cantant del grup no perd l'esperança, i insisteix perquè Indochine continuï el seu viatge amb el mateix nom, malgrat la marxa l'any 1995 de Dominique Nicolas.
Nicola Sirkis va perdre el seu germà Stéphane Sirkis el 27 de febrer de 1999 i el llançament de l'àlbum Dancetaria es va retardar en conseqüència. Aquesta mort és una tragèdia per a la família Sirkis que esclata. Per retre homenatge al seu germà, Nicola Sirkis va organitzar "Le Stef concert" durant la gira Dancetaria, i va escriure l'any 2001 (a l'àlbum Paradize) la cançó Electrastar composta per Olivier Gérard.
El grup va tornar a tenir èxit amb el llançament l'any 2002 del disc Paradize, impulsat especialment pel senzill J'ai demande à la lune, que va tenir una excel·lent acollida crítica i comercial. El 26 de juny de 2010, Indochine es va convertir en el primer grup de rock francès a omplir l'Estadi de França.
- El 2005 es va publicar l'àlbum Alice and June.
- El 2006 van actuar amb l'Orquestra Simfònica de l'Òpera de Hanoi pel 25è aniversari del grup.
- El 2009 es va publicar l'àlbum Meteor Tour.
- El 2013 es va publicar l'àlbum Black City Parade.
- El 2017 surt el disc 13.

A causa de la pandèmia, el 40è aniversari del grup se celebra 41 anys després als 5 estadis més grans de França: París, Bordeus, Lió, Marsella i dues vetllades a Lille: rècord absolut de tota la música i els esports combinats en nombre d'espectadors. .
La filmació del concert donat a Lió s'estrenarà el 24 de novembre de 2022 a IMAX, però les peticions són tals que tots els cinemes de França hi estan afegint dates abans i després. Així com altres països que s'afegeixen a la seva sol·licitud: Alemanya, Austràlia, Itàlia, Espanya, Suècia, Perú, Canadà, Anglaterra...

## Sol
L'any 1992, Nicola Sirkis va publicar el seu únic disc en solitari, Dans la lune..., produït amb Marie Guillard i el grup "Les Valentins".

## Participació cultural
Nicola Sirkis va participar el 14 de juny de 2008 a la Marató de paraules de Tolosa de Llenguadoc, on va llegir "L'home assegut al final del passadís", el conte de Marguerite Duras i "Un dia de somni per al peix plàtan i altres notícies de J.D. Salinger".
De vegades participa en la redacció de determinats diaris com a redactor en cap durant un dia, sobretot a "Latest News from Alsace", a "Soir", a "Ouest-France", a "Figaroscope".
El 2014, va cantar Hexagone22 a l'àlbum d'homenatge "La Bande à Renaud", que es va publicar el 9 de juny. Després, al volum 2, que va sortir el 27 d'octubre, interpreta P'tite conne.
El 2015, va interpretar L'opportuniste, a duet amb Jacques Dutronc, a l'àlbum 'Joyeux Anniversaire M'sieur Dutronc que va sortir a la venda el 9 de març, amb motiu del 70è aniversari del cantant.
El 21 de maig de 2022, durant el concert de la gira central a l'Estadi de França, rècord d'assistència amb més de 98.000 espectadors.
El 8 de setembre de 2022, va col·laborar amb Moby llançant junts un títol i un clip titulats This is not our World (It is not our world). El clip mostra els dos cantants enfrontant esdeveniments tràgics a la societat, inclosos els drets dels animals i el canvi climàtic.

## Edició musical
Le 28 setembre 2017, Nicola Sirkis fonde le label musical KMS Disques ·  rattaché à Sony Music Entertainment France. Après une première compilation (Girls Don’t Cry), ses premières signatures seront le groupe Requin Chagrin en 2018 et Toybloïd en 2020.

## Distincions
Recompensa
- Victòria d'honor de les Victoires de la musique el 9 de febrer de 2011.[26]

Honors
- Honor|Oficial de l'Orde de les Arts i les Lletres: si nega.
- Proposat per primera vegada com a Cavaller de les Arts i les Lletres el 2011, després va oficiar el 24:[27] si negà.